# Кондратьєв Веніамін Іванович
Веніамін Іванович Кондратьєв (рос. Вениамин Иванович Кондратьев) — російський державний і політичний діяч. Губернатор Краснодарського краю з 22 вересня 2015 року. Член партії «Єдина Росія».

## Біографія
Народився 1 вересня 1970 року в місті Прокоп'євськ Кемеровської області. У 1993 році закінчив Кубанський державний університет за спеціальністю «філолог, викладач російської мови», в 1995 році той же університет за спеціальністю «юрист».
На державній службі з 1994 року. Працював у юридичному відділі управління справами адміністрації Краснодарського краю 1994-1995 року, з 1995 року — правовому управлінні адміністрації Краснодарського краю. З 2001 по 2003 рік — заступник керівника апарату, начальник правового управління адміністрації Краснодарського краю. З серпня 2003 року працював на посаді заступника голови адміністрації Краснодарського краю з питань майнових, земельних і правових відносин. З 30 липня 2014 року на роботі в Головному управлінні федерального майна РФ Управління справами Президента РФ. З січня 2015 року — начальник Головного управління федерального майна Управління справами президента РФ, 12 березня 2015 року — заступник керуючого справами президента Російської Федерації.

## Санкції
30 листопада 2022 року, на тлі вторгнення Росії в Україну, Великобританія внесла Кондратьєва до списку санкцій за "роль у наданні фінансової підтримки російським маріонетковим адміністраціям в Україні".
24 лютого 2023 року Держдеп США заніс Кондратьєва до санкційного списку осіб, причетних до "здійснення російських операцій і агресії щодо України, а також до незаконного управління окупованими українськими територіями в інтересах РФ", зокрема за "заклик громадян на війну в Україні".
28 лютого 2022 року Веніамін Кондратьєв до санкційного списку Швейцарії.
23 червня 2023 року Кондратьєва занесено до санкційного списку всіх країн Євросоюзу за підтримку дій, які підривають і загрожують територіальній цілісності, суверенітету і незалежності України, а також за незаконну депортацію українських дітей до Росії.
1 квітня 2023 року Веніамін Кондратьєв до санкційного списку України, як "глава державного органу, який здійснював підтримку/заохочення/публічне схвалення політики РФ, спрямованої на проведення воєнних дії та геноцид цивільного населення в Україні".

## Особисте життя
Одружений, двоє дітей. Свої релігійні погляди визначає як православні.